# فهرست تک‌آهنگ‌های رتبه اول ۱۰۰ آهنگ داغ بیلبورد (۲۰۱۴)
این صفحه فهرست ترانه‌هایی است که در چارت ۱۰۰ آهنگ داغ بیلبورد حداقل یک هفته اول بوده‌اند.

## تاریخ چارت
| تاریخ انتشار | ترانه‌ها              | ترانه(ها)                             | منابع. |
| ------------ | -------------------- | ------------------------------------- | ------ |
| January 4    | "هیولا"              | امینم باهمراهی ریانا                  | [ ۱ ]  |
| ۱۱ ژانویه    | "هیولا"              | امینم باهمراهی ریانا                  | [ ۲ ]  |
| ۱۸ ژانویه    | "چوب"                | پیت‌بول با همراهی کشا                  | [ ۳ ]  |
| ۲۵ ژانویه    | "چوب"                | پیت‌بول با همراهی کشا                  | [ ۴ ]  |
| ۱ فوریه      | "چوب"                | پیت‌بول با همراهی کشا                  | [ ۵ ]  |
| ۸ فوریه      | "اسب تیره"           | کیتی پری باهمراهی جوسی جی             | [ ۶ ]  |
| ۱۵ فوریه     | "اسب تیره"           | کیتی پری باهمراهی جوسی جی             | [ ۷ ]  |
| ۲۲ فوریه     | "اسب تیره"           | کیتی پری باهمراهی جوسی جی             | [ ۸ ]  |
| ۱ مارس       | "اسب تیره"           | کیتی پری باهمراهی جوسی جی             | [ ۹ ]  |
| ۸ مارس       | "خوشحال"             | فارل ویلیامز                          | [ ۱۰ ] |
| ۱۵ مارس      | "خوشحال"             | فارل ویلیامز                          | [ ۱۱ ] |
| ۲۲ مارس      | "خوشحال"             | فارل ویلیامز                          | [ ۱۲ ] |
| ۲۹ مارس      | "خوشحال"             | فارل ویلیامز                          | [ ۱۳ ] |
| ۵ آوریل      | "خوشحال"             | فارل ویلیامز                          | [ ۱۴ ] |
| ۱۲ آوریل     | "خوشحال"             | فارل ویلیامز                          | [ ۱۵ ] |
| ۱۹ آوریل     | "خوشحال"             | فارل ویلیامز                          | [ ۱۶ ] |
| ۲۶ آوریل     | "خوشحال"             | فارل ویلیامز                          | [ ۱۷ ] |
| ۳ می         | "خوشحال"             | فارل ویلیامز                          | [ ۱۸ ] |
| ۱۰ می        | "خوشحال"             | فارل ویلیامز                          | [ ۱۹ ] |
| ۱۷ می        | "همه من"             | جان لجند                              | [ ۲۰ ] |
| ۲۴ می        | "همه من"             | جان لجند                              | [ ۲۱ ] |
| ۳۱ می        | "همه من"             | جان لجند                              | [ ۲۲ ] |
| ۷ ژوئن       | "خواستنی"            | ایگی آزیلیا باهمراهی چارلی ایکس‌سی‌ایکس | [ ۲۳ ] |
| ۱۴ ژوئن      | "خواستنی"            | ایگی آزیلیا باهمراهی چارلی ایکس‌سی‌ایکس | [ ۲۴ ] |
| ۲۱ ژوئن      | "خواستنی"            | ایگی آزیلیا باهمراهی چارلی ایکس‌سی‌ایکس | [ ۲۵ ] |
| ۲۸ ژوئن      | "خواستنی"            | ایگی آزیلیا باهمراهی چارلی ایکس‌سی‌ایکس | [ ۲۶ ] |
| ۵ ژوئیه      | "خواستنی"            | ایگی آزیلیا باهمراهی چارلی ایکس‌سی‌ایکس | [ ۲۷ ] |
| ۱۲ ژوئیه     | "خواستنی"            | ایگی آزیلیا باهمراهی چارلی ایکس‌سی‌ایکس | [ ۲۸ ] |
| ۱۹ ژوئیه     | "خواستنی"            | ایگی آزیلیا باهمراهی چارلی ایکس‌سی‌ایکس | [ ۲۹ ] |
| ۲۶ ژوئیه     | "پررو"               | جادو!                                 | [ ۳۰ ] |
| ۲ اوت        | "پررو"               | جادو!                                 | [ ۳۱ ] |
| ۹ اوت        | "پررو"               | جادو!                                 | [ ۳۲ ] |
| ۱۶ اوت       | "پررو"               | جادو!                                 | [ ۳۳ ] |
| ۲۳ اوت       | "پررو"               | جادو!                                 | [ ۳۴ ] |
| ۳۰ اوت       | "پررو"               | جادو!                                 | [ ۳۵ ] |
| ۶ سپتامبر    | "از ذهنم پاکش کنم"   | تیلور سوئیفت                          | [ ۳۶ ] |
| ۱۳ سپتامبر   | "از ذهنم پاکش کنم"   | تیلور سوئیفت                          | [ ۳۷ ] |
| ۲۰ سپتامبر   | "همش درباره بیس است" | مگان ترینر                            | [ ۳۸ ] |
| ۲۷ سپتامبر   | "همش درباره بیس است" | مگان ترینر                            | [ ۳۹ ] |
| ۴ اکتبر      | "همش درباره بیس است" | مگان ترینر                            | [ ۴۰ ] |
| ۱۱ اکتبر     | "همش درباره بیس است" | مگان ترینر                            | [ ۴۱ ] |
| ۱۸ اکتبر     | "همش درباره بیس است" | مگان ترینر                            | [ ۴۲ ] |
| ۲۵ اکتبر     | "همش درباره بیس است" | مگان ترینر                            | [ ۴۳ ] |